# Landgoed Regelink

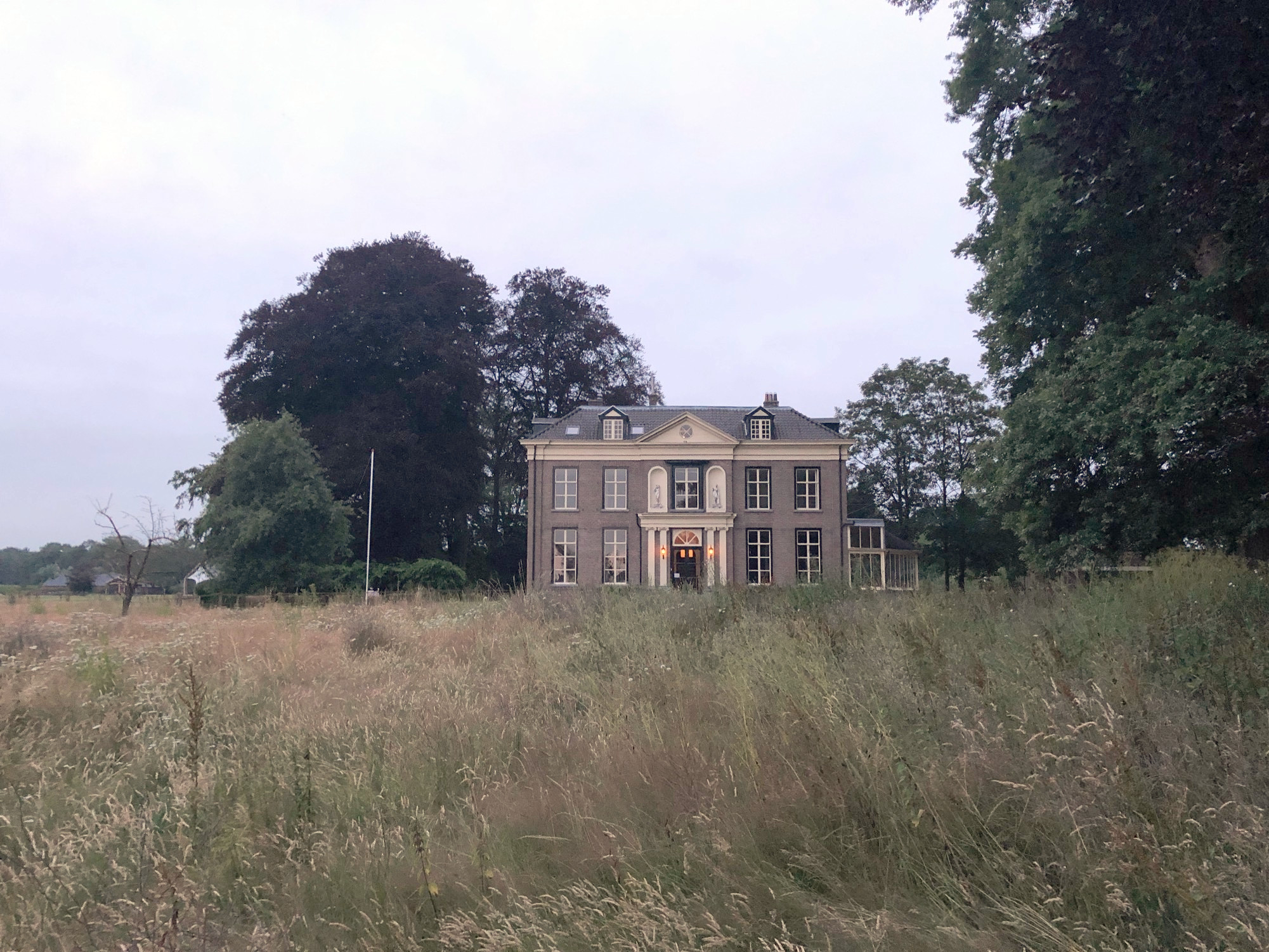
Het Regelink

Landgoed Regelink is een buitenplaats, omringd door een park en landgoed. Het landgoed ligt in het Gelderse Hengelo en omvat ongeveer 27 hectare grond.

## Geschiedenis en beschrijving
In 1650 was een jonker Van Leeuw bezitter van het Regelink. In 1803 kwamen Groot Regelink (landhuis, Regelinklaan 3) en Klein Regelink (boerderij, Regelinklaan 1), in handen van Lambert Arnold Willinck. Na verschillende eigenaren werd de buitenplaats in 1832 aangekocht door Jacob baron van Heeckeren. De baron liet het huidige landhuis in 1832 bouwen legde een traditioneel landschapspark aan, in de zogeheten 'ferme ornée'-stijl.
Het hoofdgebouw is een neoclassicistisch, bakstenen landhuis en is een rijksmonument. De voorgevel heeft zijrisalieten en een middenrisaliet met houten fronton. De ingang wordt omlijst door dubbele pilasterstellingen met een hoofdgestel. De ramen stammen uit de bouwtijd. Het schilddak heeft dakkapellen met vleugelstukken en frontons. Tegen de achtergevel is later een toren aangebouwd. Het koetshuis en andere gebouwen op het landgoed zijn van latere tijd. Het park, de boomgaard en de tuinen van vermaak, gaan natuurlijk over in de aangrenzende bebossing incl. cabinet vert, en landschappelijke/agrarische omgeving. Op het terrein bevindt zich ten zuidoosten van het landhuis een oude tuinmuur, waarschijnlijk uit de zeventiende eeuw. Aan de zuidzijde van het landgoed wordt de grond afgesloten door de Regelinklaan, een kilometer lange laan van eeuwenoude eiken- en beukenbomen, om en om gesitueerd. Het gehele landgoed is particulier bezit en niet opengesteld voor het publiek.

## Bewoners / eigenaren
- 1832 - Jacob Adolph baron van Heeckeren (1784-1837)
- 1837 - Henrica Bernarda barones van Heeckeren-Hummelinck (1789-1874), echtgenote van de vorige
- 1849 - Salomon Jacques Fortuin
- 1849 - Adrien Charles Guillaume de Veye
- 1896 - Familie van Kempen
- 1899 - Familie Damen
- 1907 - Derk-Jan Jansen, burgemeester
- 1921 - Freiherr von dem Bussche-Hünnefeld
- 1926 - Cécile Eugénie Aimée barones Schimmelpenninck van der Oije-gravin Dumonceau (1862-1935)
- 1935 - Cornélie Marie Henriette Antonia Gustavina barones Schimmelpenninck van der Oije (1895-1959), dochter van de vorige
- ~1940 huurder -  Cornelis Schelto Sixma baron van Heemstra, heer van Regelink (1879-1942), overleden op Het Regelink
- 1946 - Familie Bruil
- 1985 Koetshuis apart verkocht aan APH Jansen te Baak Verkocht in 1990 aan Familie Cornelissen

1987 - Familie Cornelissen
- 2004 - Familie Hemels
- 2019 - Familie Schuil